# 沃夫科希夫
50°41′12″N 26°47′36″E / 50.68667°N 26.79333°E
沃夫科希夫（烏克蘭語：Вовкошів），是烏克蘭西北部的村莊，隸屬里夫內州的里夫內區。該村始建於1670年，面積1.89平方公里，海拔高度205米，2001年人口411，人口密度每平方公里217.8人。